# Divisiones Regionales de la Región de Murcia 2010-11
Las divisiones regionales de fútbol son las categorías de competición futbolística de más bajo nivel en España, en las que participan deportistas amateur, no profesionales. En la Región de Murcia su administración corre a cargo de las Real Federación de Fútbol de la Región de Murcia. Inmediatamente por encima de estas categorías estaba la Tercera División española.
En la temporada 2010-2011 las divisiones regionales se dividen en Preferente Autonómica, Primera Autonómica y Segunda Autonómica. Los tres primeros clasificados de Preferente Autonómica ascendieron directamente al grupo XIII de Tercera División.

## Preferente Autonómica
La temporada 2010/11 de la Preferente Autonómica de la Región de Murcia comenzó el sábado 4 de septiembre de 2010 y terminó el domingo 5 de junio de 2011.

### Clasificación
|  |     | Equipos de fútbol  | PJ | G  | E  | P  | GF | GC | Dif | Pts |
|  | --- | ------------------ | -- | -- | -- | -- | -- | -- | --- | --- |
|  | 1.  | Águilas FC         | 38 | 30 | 6  | 2  | 69 | 18 | +51 | 96  |
|  | 2.  | EF Esperanza       | 38 | 23 | 8  | 7  | 84 | 40 | +44 | 77  |
|  | 3.  | Deportiva Minera   | 38 | 23 | 9  | 6  | 79 | 39 | +40 | 75  |
|  | 4.  | FC Pinatar         | 38 | 19 | 10 | 9  | 73 | 56 | +17 | 67  |
|  | 5.  | AD Ceutí Atlético  | 38 | 17 | 12 | 9  | 70 | 54 | +16 | 63  |
|  | 6.  | Thader Murcia CF   | 38 | 17 | 10 | 11 | 65 | 40 | +25 | 61  |
|  | 7.  | CD Pozo Estrecho   | 38 | 15 | 11 | 12 | 65 | 67 | -2  | 56  |
|  | 8.  | 4º Distrito CF     | 38 | 15 | 7  | 16 | 53 | 55 | -2  | 52  |
|  | 9.  | UD Los Garres      | 38 | 14 | 10 | 14 | 65 | 72 | -7  | 52  |
|  | 10. | CD Bullense        | 38 | 15 | 7  | 16 | 55 | 54 | +1  | 52  |
|  | 11. | UD El Palmar       | 38 | 14 | 10 | 14 | 46 | 48 | -2  | 52  |
|  | 12. | FB Yecla           | 38 | 14 | 9  | 15 | 43 | 42 | +1  | 51  |
|  | 13. | Muleño CF          | 38 | 13 | 11 | 14 | 66 | 58 | +8  | 50  |
|  | 14. | Mazarrón FC        | 38 | 11 | 11 | 16 | 43 | 54 | -11 | 44  |
|  | 15. | Ciudad de Cieza CF | 38 | 13 | 4  | 21 | 45 | 62 | -17 | 43  |
|  | 16. | AD Guadalupe       | 38 | 9  | 11 | 18 | 50 | 63 | -11 | 38  |
|  | 17. | Montecasillas FC   | 38 | 9  | 8  | 21 | 64 | 86 | -22 | 35  |
|  | 18. | CD Lumbreras       | 38 | 7  | 13 | 18 | 43 | 63 | -20 | 34  |
|  | 19. | UD Zarcilla        | 38 | 6  | 8  | 24 | 38 | 93 | -55 | 24  |
|  | 20. | EMF AD Cotillas CF | 38 | 6  | 5  | 27 | 35 | 87 | -52 | 23  |

Pts = Puntos; PJ = Partidos Jugados; G = Partidos Ganados; E = Partidos Empatados; P = Partidos Perdidos; GF = Goles Anotados; GC = Goles Recibidos; Dif = Diferencia de gol
|  | Asciende a Tercera División    |
|  | Desciende a Primera Autonómica |

## Primera Autonómica
La temporada 2010/11 de la Primera Autonómica de la Región de Murcia comenzó el sábado 25 de septiembre de 2010 y terminó el domingo 29 de mayo de 2011.

### Clasificación
|  |     | Equipos de fútbol         | PJ | G  | E | P  | GF | GC | Dif | Pts |
|  | --- | ------------------------- | -- | -- | - | -- | -- | -- | --- | --- |
|  | 1.  | Huércal-Overa CF          | 28 | 16 | 6 | 6  | 56 | 29 | +27 | 54  |
|  | 2.  | Olímpico de Totana        | 28 | 17 | 3 | 8  | 50 | 38 | +12 | 54  |
|  | 3.  | Sporting Aguileño         | 28 | 14 | 8 | 6  | 38 | 29 | +9  | 50  |
|  | 4.  | EFB Alquerías             | 28 | 14 | 8 | 7  | 52 | 35 | +17 | 50  |
|  | 5.  | EMF Fuente Álamo          | 28 | 13 | 8 | 8  | 55 | 37 | +18 | 47  |
|  | 6.  | EDMF Churra               | 28 | 13 | 7 | 11 | 47 | 26 | +21 | 46  |
|  | 7.  | La Unión CF               | 28 | 12 | 5 | 11 | 37 | 33 | +4  | 41  |
|  | 8.  | Balsicas Atlético         | 28 | 11 | 6 | 11 | 41 | 39 | +2  | 39  |
|  | 9.  | CD Alberca                | 28 | 10 | 6 | 12 | 48 | 45 | +3  | 36  |
|  | 10. | ED Javalí Viejo - La Ñora | 28 | 9  | 6 | 13 | 46 | 55 | -9  | 33  |
|  | 11. | Deportivo Muleño CF       | 28 | 9  | 6 | 13 | 39 | 42 | -3  | 33  |
|  | 12. | PM Caravaca CF            | 28 | 6  | 9 | 13 | 31 | 47 | -16 | 27  |
|  | 13. | Moratalla AD              | 28 | 8  | 6 | 14 | 35 | 57 | -22 | 27  |
|  | 14. | AD Soho CF                | 28 | 6  | 7 | 15 | 36 | 59 | -23 | 25  |
|  | 15. | Alhama CF                 | 28 | 3  | 7 | 18 | 26 | 65 | -39 | 16  |
|  | 16. | AD Archena Atlético       | 0  | 0  | 0 | 0  | 0  | 0  | 0   | 0   |

Pts = Puntos; PJ = Partidos Jugados; G = Partidos Ganados; E = Partidos Empatados; P = Partidos Perdidos; GF = Goles Anotados; GC = Goles Recibidos; Dif = Diferencia de gol
|  | Asciende a Preferente Autonómica                             |
|  | Desciende a Segunda Autonómica                               |
|  | Retirado de la competición durante el transcurso de la misma |

## Segunda Autonómica
La temporada 2010/11 de la Segunda Autonómica de la Región de Murcia comenzó el sábado 25 de septiembre de 2010 y terminó el domingo 15 de mayo de 2011.

### Clasificación
|  |     | Equipos de fútbol      | PJ | G  | E | P  | GF | GC | Dif | Pts |
|  | --- | ---------------------- | -- | -- | - | -- | -- | -- | --- | --- |
|  | 1.  | EF Alhama              | 26 | 20 | 4 | 2  | 65 | 17 | +48 | 64  |
|  | 2.  | Atlético Pulpileño "B" | 26 | 18 | 2 | 6  | 71 | 38 | +33 | 56  |
|  | 3.  | CF Molina "B"          | 26 | 17 | 3 | 6  | 56 | 29 | +27 | 54  |
|  | 4.  | CD Plus Ultra "B"      | 26 | 16 | 3 | 7  | 75 | 38 | +37 | 51  |
|  | 5.  | EF Los Alcázares       | 26 | 15 | 1 | 10 | 76 | 62 | +14 | 46  |
|  | 6.  | Club Edeco Fortuna "B" | 26 | 13 | 2 | 11 | 47 | 38 | +9  | 41  |
|  | 7.  | La Raya CF             | 26 | 11 | 8 | 7  | 43 | 45 | -2  | 41  |
|  | 8.  | Jumilla CF "B"         | 26 | 11 | 6 | 9  | 53 | 44 | +9  | 36  |
|  | 9.  | CD Naval               | 26 | 8  | 3 | 15 | 35 | 56 | -21 | 27  |
|  | 10. | CDA Ciudad de Cehegín  | 26 | 7  | 5 | 14 | 45 | 58 | -13 | 26  |
|  | 11. | UD Los Garres "B"      | 26 | 5  | 8 | 13 | 28 | 55 | -27 | 23  |
|  | 12. | América CF             | 26 | 5  | 5 | 16 | 41 | 74 | -33 | 20  |
|  | 13. | AD Pliego              | 26 | 3  | 5 | 18 | 37 | 72 | -35 | 14  |
|  | 14. | CF Abarán DiTT "B"     | 26 | 1  | 9 | 16 | 25 | 71 | -46 | 12  |

Pts = Puntos; PJ = Partidos Jugados; G = Partidos Ganados; E = Partidos Empatados; P = Partidos Perdidos; GF = Goles Anotados; GC = Goles Recibidos; Dif = Diferencia de gol
|  | Asciende a Primera Autonómica |